# Günter Lange (Politiker)
Günter Lange (* 21. März 1915 in Hamburg; † 13. Januar 1975 in Bremen) war ein deutscher Politiker (CDU).

## Werdegang
Lange besuchte die Volksschule in Langwedel und danach die Realschule in Verden/Aller. Er absolvierte eine Lehre als Lohgerber im Betrieb seines Vaters und trat freiwillig der Luftwaffe bei. 
Zum 1. Mai 1933 trat er der NSDAP bei (Mitgliedsnummer 2.576.681). Er war im Zweiten Weltkrieg bis zum Ende des Krieges als Kampf- und Jagdflieger eingesetzt. 
Nach seiner Entlassung aus der Kriegsgefangenschaft baute er in Langwedel einen Gerbereibetrieb auf. Später konzentrierte er sich in seinem Betrieb auf den Großhandel mit Leder und Häuten. Ab 1948 war er im Gemeinderat von Langwedel tätig und ab 1952 war er Bürgermeister und Gemeindedirektor. 1960 zog er in den Kreistag ein. In der siebten Wahlperiode war er vom 21. Juni 1970 bis zum 20. Juni 1975 Mitglied des Niedersächsischen Landtages.